# Lepidiolamprologus elongatus
 Lepidiolamprologus elongatus  (Syn.: Lamprologus elongatus) ist eine afrikanische Buntbarschart, die im ostafrikanischen Tanganjikasee endemisch vorkommt. Sie ist die Typusart der Gattung Lepidiolamprologus.

## Beschreibung
Lepidiolamprologus elongatus hat einen langgestreckten, seitlich wenig abgeflachten Körper und wird maximal 32,5 cm lang. Das endständige Maul ist groß. Von der Seite gesehen berührt der obere Augenrand das Kopfprofil. Die Färbung ist stark von der Stimmung abhängig. Die Grundfärbung ist dunkelbraun, in der Balzzeit sind die Fische fast schwarz. Der Kopf ist hellbraun bis kupferfarben, die Lippen sind am Mundwinkel bläulich. Der obere Teil der Iris ist rötlich. Vom Kiemendeckel bis zum Schwanzstiel verlaufen zwei Reihen dunkler Flecken, sowie mehrere Reihen kleinerer, weißlicher oder perlmuttfarbener Punkte. Die Flossen sind bräunlich und mit weißlichen oder perlmuttfarbenen kleinen Flecken gemustert. Der Rand der Rückenflosse ist gelblich bis rötlich. Die Vorderkante der Bauchflossen ist weißlich. An der Schwanzflossenbasis befindet sich ein größerer dunkler Fleck.
- Flossenformel: Dorsale XVII–XVIII/10–12, Anale V–VI/7–9 .
- Schuppenformel 36–56/15–30 (SL), 66–74 (mLR).
- Kiemenrechen 11–14.

## Lebensweise
Lepidiolamprologus elongatus lebt als Einzelgänger an den Felsküsten des Tanganjikasees und meidet die Sandzonen. Die Art ernährt sich vor allem von kleineren Fischen. Sie laicht auf flachen Steinen oder in Höhlen und bildet eine Elternfamilie bei der sich zunächst beide Elternteile an der Brustpflege beteiligen. Die Jungfische schlüpfen nach 3 bis 4 Tagen und sind dann 4 mm lang. Nach dem Freischwimmen erlischt der Brutpflegetrieb der Männchen.